# Zephyranthes puertoricensis
Zephyranthes puertoricensis là một loài thực vật có hoa trong họ Amaryllidaceae. Loài này được Traub miêu tả khoa học đầu tiên năm 1951.